# 以你为名的青春
《以你为名的青春》（英語：Youth），2018年台灣、中國大陸兩国合拍偶像剧。本剧以五月天音乐为背景乐的题材，由李墨之、连晨翔领衔主演，爱奇艺于2018年3月21日首播。

## 播出时间
| 频道   | 所在地          | 播映日期      | 播出时间                                | 备注 |
| ------ | --------------- | ------------- | --------------------------------------- | ---- |
| 爱奇艺 | 中国大陆 · 臺灣 | 2018年3月21日 | 每周三、四20:00各更新2集，VIP会员抢先看 |      |

## 劇情介紹
成年后的徐永心（李墨之饰），偶遇高中同学郑大威，两人久违的相遇，勾起了那酸甜交织的校园回忆。时光回到十几年前，当时的徐永心是个认真念书的好学生，因为一次笔记本的意外，她的人生跟同班同学杜亚修（连晨翔饰）碰撞在一起，随着深入的了解，她发现外表像不良学生的亚修，其实有着一颗善良又热情的心，而透过亚修，原本只知道念书的永心，也结交了许许多多的好友，阳光的运动男孩郑大威、美丽冷傲的女神高雨瑄、还有温柔斯文的郑大文，这些人相伴着永心走过整个青春时期，一起面对成长的不安与疑惑，也一起高谈年少的梦想与情怀，一起欢笑、一起流泪，永远不会害怕跌倒，因为知道，总有人在一旁支持你，鼓励你重新站起，奔向未来。

## 演员列表
以下內容可能包含主要情節或結局的細節，請斟酌閱讀。

### 主要演员
| 演員   | 角色   | 介紹 |
| 連晨翔 | 杜亞修 | 調皮學生，校草，喜歡欺負徐永心，其實很早就在關注徐永心，然後慢慢就變得開始在意起她，一直默默在背後守護著徐永心，與鄭大威是稱兄道弟的好朋友，學校的壞學生，因為徐永心的緣故回到學校，經常下課往網咖跑，打遊戲很在行，被徐永毅稱為亞修大神，前期經常不去學校，因為即使去了也只睡覺。其实是位天才学生，學習对他来说根本就不难，曾經考過全班第一，一次告訴鄭大威自己喜歡徐永心與他吵了一架，鄭大威生氣自己隱瞞他，後來與他和好，與徐永心上同一間大學，但大她一屆變成她的學長，之後成為一位心外科醫生。喜欢徐永心。大學期間直到入社會一直與徐永心處於曖昧不定的關係，後期與徐永心在一起。         |
| 李墨之 | 徐永心 | 與鄭大威從小一起長大，學校的乖學生，班上的副班長，心思简单，什么话都藏不住的女孩，緊張時會背圓周率舒緩情緒。因為一張考卷與杜亞修認識，而後杜亞修也因為她而去上學，知道筆記本在杜亞修那之後，一直替杜亞修做牛做馬。原本暗戀鄭大文，被鄭大文告白過，卻以需要再考慮回覆他，後來明白對鄭大文多過的都是崇拜而不是喜歡而拒絕了他。不知道自己其實很在意杜亞修，並不知不覺开始喜欢上他。與鄭大威、杜亞修、高雨瑄是好朋友。與杜亞修上同間大學，成為他的學妹。大學期間直到入社會一直與杜亞修處於曖昧不定的關係，之後成為一名畫家，後期與杜亞修在一起。                                                 |
| 徐嘉苇 | 郑大威 | 鄭大文的弟弟。徐永心身邊的騎士，一直守護在徐永心身邊。與杜亞修是稱兄道弟的好朋友。某天收到匿名情書，誤會是永心偷偷給他，後來知道其實是陳蔓娟給他的，因為情書事件發現自己對徐永心有著不一樣的情感，發現自己喜歡徐永心的善良單純，後來因為杜亞修隱瞞自己喜歡徐永心的事與杜亞修撕破臉，對於哥哥潛水意外失蹤的事，剛開始一直選擇逃避，接二連三的事對鄭大威來說打擊過大，導致他異常的表現自己的情緒，在後來的一次考試寧不願看杜亞修的筆記也情願作弊，被杜亞修罵過之後釋放自己正常情緒，也願意面對自己哥哥的意外以及杜亞修，之後跟著父母出國去留學，學成歸國後與徐永心等人重逢，且成為了一名作家。 |
| 盖玥希 | 高雨瑄 | 迎風女神。前期與徐永心不和，曾利用她來接近杜亞修，因為自己隱瞞大家家中並不富裕的事被班上及朋友冷落，緣分之際與徐永心等人成為好朋友。後期與徐永毅結婚。 |

### 其他演员
| 演員   | 角色       | 介紹 |
| 文苡帆 | 郑大文     | 鄭大威的哥哥，喜歡徐永心，跟徐永心告白過，後來明白徐永心真正在意的另有其人，要她看清楚自己內心，徐永心曾經的暗戀對象。後在出國留學期間進行潛水活動時發生意外失蹤，後得知被證實與最愛的大海相伴。                                             |
| 张鑫   | 陈蔓娟     | 原本是高雨瑄的好朋友，因為高雨瑄隱瞞自己家世而冷落她。曾經因為嫉妒要把徐永心推下樓梯，被高雨瑄阻止，陰錯陽差間接害高雨瑄跌落樓梯。剛開始因為高雨瑄欺負擠兌過徐永心，後來與高雨瑄言歸於好，喜歡鄭大威，雖然知道自己不可能，但還是跟他告白過。 |
| 陈昊明 | 沈淑萍     | 原本與高雨瑄是好朋友，也曾因為高雨瑄欺負排擠過徐永心，因為高雨瑄隱瞞自己家世而冷落她，後來與高雨瑄和好。 |
| 王皓轩 | 徐永毅     | 徐永心的弟弟。喜歡高雨瑄，後與高雨瑄結婚。 |
| 屈中恆 | 徐永心父亲 | 徐永心與徐永毅的父親。甜心早餐店的老闆。 |
| 顏嘉樂 | 徐永心母亲 | 徐永心與徐永毅的母親。甜心早餐店的老闆娘。 |
| 錢俞安 | 仇逸       | 徐永心的同學，綽號：醜一。喜歡迎風女神高雨瑄。 |
| 錢俞安 | 卓小明     | 杜亞修的大學同學。 |
| 李李仁 | 杜父       | 杜亞修的父親，與杜亞修的母親離婚。 |
| 潘奕如 | 杜母       | 杜亞修的母親，與杜亞修的父親離婚，明白杜亞修對自己很不諒解，被診斷只剩三個月能活著，後與杜亞修的關係緩和。 |
| 陳大天 | 楊俊杰     | 迎風高中徐永心的導師，是徐永心與杜亞修緣分的導因。喜歡林莉，後來向她求婚。 |
| 孫映菲 | 林莉       | 代理教導主任，楊俊杰的女友，被楊俊杰求婚。 |

## 电视原声带
| 曲序 | 曲目                               |        | 作曲           | 演唱                           |
| ---- | ---------------------------------- | ------ | -------------- | ------------------------------ |
| 1.   | 我的青春以你为名（主题曲）         | 占逸君 | 黃宣           | 連晨翔、李墨之、徐嘉葦、蓋玥希 |
| 2.   | 終於結束的起點（片尾曲）           | 陳信宏 | 陳信宏         | 五月天                         |
| 3.   | 青春有一个好听的名字叫我们（插曲） | 占逸君 | 黃宣           | 刘倍贝                         |
| 4.   | 晨之光（插曲）                     | 張一然 | 張一然         | 孫子涵                         |
| 5.   | 美好的你（插曲）                   | 林喬   | 高莹           | 刘明湘                         |
| 6.   | 后来的我们（插曲）                 | 陳信宏 | 溫尚翊         | 五月天                         |
| 7.   | 突然好想你（插曲）                 | 陳信宏 | 溫尚翊         | 五月天                         |
| 8.   | 離開地球表面（插曲）               | 陳信宏 | 陳信宏         | 五月天                         |
| 9.   | 知足（插曲）                       | 陳信宏 | 陳信宏         | 五月天                         |
| 10.  | 最重要的小事（插曲）               | 陳信宏 | 瑪莎           | 五月天                         |
| 11.  | 永遠的我（推廣曲）                 | 林喬   | 芮英杰         | 陳冰                           |
| 12.  | 失重（推廣曲）                     | 林喬   | 芮英杰、高小阳 | 馮建宇                         |